# Klenje (okręg braniczewski)
Klenje (cyr. Клење) – wieś w Serbii, w okręgu braniczewskim, w gminie Golubac. W 2011 roku liczyła 388 mieszkańców.